# Barbara Angely
Barbara Angely (acreditada también como Barbara Müller, Barbara Muné, Barbara Mune, Bárbara Muné, Barbara Muller, Bárbara Angely, Barbara Angeli, Bárbara Angeli o Barbara Mueller y, más recientemente, como Barbara Álvarez o Barbara Warren) fue una modelo, actriz, empresaria, psicóloga, escritora y triatleta austríaca naturalizada estadounidense, quien desarrolló su carrera artística en México durante la segunda mitad de la década de 1960 y comienzos de la década de 1970 y, posteriormente, destacó –junto con su hermana gemela, la también modelo y hoy artista plástica Angelika Drake– como triatleta desde la década de 1980 hasta su muerte.

## Biografía

### Primeros años
Barbara Müller nació en St. Johann in Tirol, Austria el 9 de abril de 1943 siendo la última de los cinco hijos del matrimonio conformado por Hans Müller, un vendedor de repuestos de automóviles y dueño de algunos cines, e Ingrid Müller, una ama de casa de origen italiano quien en su juventud formó parte del equipo de esquí de ese país.
A los 14 años de edad Barbara y su hermana gemela Angelika dejaron su pueblo natal para continuar con sus estudios de secundaria en Innsbruck y, tres años después, fueron a Florencia, Italia a estudiar Historia del arte en la Academia de Bellas Artes de esa ciudad, de donde se graduaron en 1964, a la par que también hacían algunos trabajos de modelaje y, en menor medida, de cine.

### Estancia y fama en México como actriz
En 1965 Barbara y Angelika decidieron viajar a México para estudiar arte precolombino pero, luego, terminaron por desistir de esa idea y comenzaron a trabajar en el modelaje a tiempo completo. Pocos meses después, Barbara recibe un contrato para debutar como actriz en la película Amor en las nubes (1966) y decide adoptar el nombre artístico de Barbara Muné aunque, poco después, lo cambiaría al de Barbara Angely (combinando el suyo propio con el de su hermana Angelika) y terminaría filmando en ese país un total de 24 películas en los próximos seis años -además de que también participaría en un capítulo de la mítica serie televisiva estadounidense Yo soy espía junto a Robert Culp y Bill Cosby- a pesar de que, en ese entonces, ella misma no hablaba español (al igual que con varias actrices extranjeras de habla no hispana que trabajaban en el cine mexicano de la época, su voz era mayormente doblada en postproducción por otras actrices mexicanas).
Entre sus películas más conocidas podemos citar a Chanoc (aventuras de mar y selva) (1966), Peligro...! Mujeres en acción, Con licencia para matar, Muñecas peligrosas (las tres en 1967), México 68 Instantáneas (1968), El tunco Maclovio (1969), Las puertas del Paraíso (1970), La noche de los mil gatos (1971) y Arde, baby, arde (1972).

### Retiro del mundo del espectáculo y vida posterior
Para 1970 Barbara Angely disfrutaba de una buena posición en el cine mexicano pero entró en una crisis existencial y, luego de filmar la película Arde, baby, arde (1972), anunció su retiro del mundo del espectáculo para casarse con el empresario mexicano Armando Álvarez (con quien tendría dos hijas) y, por otro lado, también creó una escuela de modelaje y una cadena de boutiques tanto en Ciudad de México como en Guadalajara y Acapulco además de que, posteriormente, estudió Psicología en la Universidad de las Américas.
En 1980 Barbara y su familia se mudaron a Brownsville, Texas y ella continuaría sus estudios en la Universidad de Texas-Pan American graduándose en 1984 y, un año más tarde, Barbara y su familia se mudaron a San Diego, California a raíz de que, poco antes, su hermana Angelika junto con su familia (el entonces esposo de esta, el industrial mexicano Henrique Castañeda y los dos hijos de ambos) también se mudaron desde México a esa ciudad californiana.

### Carrera como deportista y vida personal
En 1983 Barbara comenzó a aficionarse al jogging como deporte y, a raíz de su mudanza a San Diego, tanto ella como su hermana Angelika comenzaron a participar en una serie de deportes de resistencia (y acreditadas ahora con sus respectivos apellidos de casadas) conformando el llamado "Twin Team", participando en su primer triatlón en 1987 y, al año siguiente, el primero de los 13 Triatlones Ironman (celebrados en Kona, Hawái) en donde participó, obteniendo el primer lugar en el grupo de su edad –60 a 64 años– en 2003.
A comienzos de la década de 1990 y ya divorciada de Armando Álvarez, Barbara conocería al triatleta estadounidense Tom Warren, quien fue el ganador del II Triatlón Ironman (1979), y ambos comenzaron un noviazgo el cual culminó en boda en 1995.
En los últimos años Barbara y su esposo residían en Pacific Beach, un suburbio de San Diego, y aparte de su labor como triatleta también trabajaba como psicóloga y publicó en 2003 tres libros de autoayuda y motivación personal: “Unleash the Power to Complete Your Goals”, “Become Exceptional” y “Do What You Don't Want to Do”. Tanto la labor de Barbara como de Angelika en el mundo deportivo también aparece reseñada en el libro de Gloria Mattioni “Reckless: The Outrageous Lives of Nine Kick-Ass Women” (2005).

### Muerte
El 23 de agosto de 2008 Barbara Warren se encontraba compitiendo en el triatlón de la ciudad californiana de Santa Bárbara cuando sufrió un aparatoso accidente durante un descenso en bicicleta, en el cual se fracturó la segunda vértebra cervical, por lo que fue trasladada de inmediato a un hospital. Como resultado de este accidente Barbara quedó cuadrapléjica y, según revelaría posteriormente su familia al diario San Diego Union-Tribune, manifestó mediante parpadeos su deseo de ser desconectada del respirador artificial y, a petición de ésta, la máquina fue retirada el 26 de agosto falleciendo (a los 65 años de edad) pocas horas después.
Desde 2009 y, como homenaje a su memoria, se concede un premio especial con su nombre en el Triatlón de Santa Bárbara.

## Filmografía

### Cine
- Amor en las nubes (1966) ... Regina
- El asesino se embarca (1966) ... Lidia
- Blue Demon contra cerebros infernales (1966) ... Katia o Cirenaica
- Blue Demon contra las diabólicas (1966) ... Nora
- Chanoc (Aventuras de mar y selva) (1966) ... Nora
- Peligro...! Mujeres en acción (1967) ... Barbara
- Con licencia para matar (1967) ... Barbara, Agente T002
- Muñecas peligrosas (1967) ... Barbara, Agente T002
- México 68 Instantáneas (1968) ... Ella misma
- El mundo de los aviones (1968) ... Sandra
- Los amigos (1968)
- Tres amigos (1968)
- Las fieras (1968)
- Las figuras de arena (1968) ... Hippie
- Click, fotógrafo de modelos (1968) ... Septiembre
- Minifaldas con espuelas (1969)
- Almohada para tres (1969)
- El tunco Maclovio (1970) ... Sara Montaño
- Fray Don Juan (1970) ... Chica del supermercado
- Chanoc en las garras de las fieras (1970) ... Nora
- Las puertas del Paraíso (1970) ... Gladys
- Juegos de alcoba (1971) ... Beba (Episodio "Paz y Amor")
- La noche de los mil gatos (1971) ... Barbara
- Arde, baby, arde (1972) ... Sara

### Televisión
- I Spy (Yo soy espía, 1965-1968) ... Tracy (episodio "The Name of the Game")